# Route nationale 426
Pour les articles homonymes, voir Route 426.
La route nationale française 426 ou RN 426 était une route nationale française reliant Le Hohwald à la frontière allemande à hauteur de la centrale électrique de Gerstheim. 

À la suite de la réforme de 1972, la RN 426 a été déclassée en RD 426.

## Ancien tracé
- Le Hohwald où elle se détache de la RN 425 (km 0)
- Mont Sainte-Odile
- Klingenthal (km 18)
- Ottrott (km 20)
- Obernai - Elle croisait ensuite à nouveau la RN 425 (km 24)
- Meistratzheim
- Schaeffersheim - Elle croisait ensuite la RN 83 (km 37)
- Erstein - Elle croisait ensuite la RN 68 (km 41)
- Centrale EDF de Gerstheim
- Frontière allemande  (km 52)